# 슈퍼 마리사 랜드
슈퍼 마리사 랜드(일본어: スーパーマリサランド, Super Marisa Land)는 황혼 프론티어에서 2005년에 출시한 동방 프로젝트 2차 창작 게임으로, 슈퍼 마리오브라더스의 시스템을 채용하여 키리사메 마리사를 주인공으로 등장시킨 게임이다.

## 진행 방식
슈퍼 마리오 랜드의 패러디 게임이여서 조작이 슈퍼 마리오 시리즈와 같다.
플레이어 캐릭터로는 키리사메 마리사와 앨리스 마가트로이드가 있으며, 2등신으로 시작한다. 마리사가 갈색 버섯을 먹으면 +1등신이 되며, 붉은 색의 긴 버섯을 먹으면 2배가 된다. 이 때 갈색 버섯으로는 최대 4등신까지만 성장할 수 있으며, 4등신이나 6등신 상태에서 갈색 버섯을 먹으면 성장하지 않고, 점 5개를 얻는다. 이밖에도 6등신 상태에서는 탄공격을 할 수 있다.
적과 닿거나 장애물에 부딪힐 경우 2등신 상태에서는 죽고, 3등신과 4등신 상태에서는 2등신 마리사로 돌아가며, 6등신 상태에서는 3등신 마리사로 돌아간다.
4등신이나 6등신 상태에서 붉은 색의 긴 버섯을 먹으면 8등신이 되는데, 8등신 상태에서는 블록을 돌진하는 대로 파괴할 수 있고, 적들을 밀쳐내 죽일 수 있다. 8등신 상태에서는 특별한 노래가 나오며, 노래가 끝나면 4등신 마리사로 돌아간다.
앨리스는 인형을 던지는 공격기가 있으며, 버섯을 먹으면 죽게 된다.

## 같이 보기
- 메가마리
- 마리사와 6개의 버섯
- 쇼본의 액션